# Първа пехотна софийска дивизия
Първа пехотна софийска дивизия, наричана още и Желязната Софийска дивизия или Шопската дивизия е българска военна част.

## Формиране
През март 1883 година е формирана Първа пеша бригада в шестдружинен състав. През октомври 1884 година новосформираните Първи пехотен софийски и Втори пехотен струмски полк образуват Първа бригада.
С Указ на княз Фердинанд I от 27 декември 1891 година първа бригада се преобразува в 1-ва пехотна софийска дивизия.
От 1903 година Първа софийска дивизия включва:
- Щаб в София;
- Първа бригада с щаб в София и в състав – 1-ви пехотен софийски полк и 6-и пехотен търновски полк;
- Втора бригада в състав – 16-и пехотен ловчански полк (в Орхание) и 25-и пехотен драгомански полк (в Цариброд).

Във военно време дивизията включва и трета бригада.
В този състав е дивизията и към 1907 година.

## Балкански войни (1912 – 1913)
През Балканската война (1912 – 1913) дивизията е част от Първа армия и е в следния състав:

### Командване и състав
Щаб на дивизията
- Началник на дивизията – генерал-майор Стефан Тошев
- Началник на щаба на дивизията – От Генералния Щаб, подполковник Иван Луков
- Дивизионен инженер – Военен инженер, майор Никола Попов
- Дивизионен лекар – Санитарен подполковник д-р Тодор Илиев
- Дивизионен интендант – подполковник Христо Марков

Бригади, полкове и дружини
- Командир на 1-ва бригада – полковник Никола Желявски
  - 1-ви пехотен софийски полк – подполковник Иван Мотикаров
  - 6-и пехотен търновски полк – полковник Панайот Бърнев
- Командир на 2-ра бригада – генерал-майор Иван Попов
  - Командир на 37-и пехотен полк – подполковник Стефан Панайотов
  - Командир на 38-и пехотен полк – подполковник Дионисий Писинов
- Командир на 1-ва пионерна дружина – капитан Милутин Найденов
- Командир на 4-ти с. с. артилерийски полк и началник на артилерията – полковник Владимир Вазов
- Командир на 4-ти не с. с. артилерийски полк – подполковник Стоян Пушкаров

Четвърти с. с. артилерийски полк разполага с 24 полски оръдия, а 4-ти не с. с. артилерийски полк с 36. Освен тези части в дивизията влизат снабдителни служби, санитарни учреждения и военно-полицейски части. Към началото на войната дивизията наброява 374 офицери и лекари, 35 чиновници и 24 567 подофицери и редници. 
16-и Ловчански и 25-и Драгомански полк в тази война и в Междусъюзническата са включени като самостоятелна бригада в новосформираната Десета сборна дивизия.
В Лозенградската настъпателна операция (9 – 11 октомври) Първа дивизия се сражава в централния участък срещу Четвърти и Първи корпус на османската армия, както и срещу турската Конна дивизия и Измитската дивизия. В боевете при Гечкенли и Селиолу, подкрепена и от други части (Четвърта пехотна преславска дивизия и Конната дивизия), Първа дивизия разбива противника и го обръща в бягство.
В Люлебургас-Бунархисарската операция дивизията подпомага 6-а Бдинска дивизия и превзема отстъпения от нея Люлебургас.
При атаката на Чаталджанската позиция (4 – 5 ноември 1912), на 4 ноември 1912 година част от първа бригада на дивизията настъпва без успех към укреплението Гяурбаири, а втора бригада води двудневни боеве (на 4 и 5 ноември) срещу форта Бахчеиштабия.
Към 1 март 1913 година дивизията наброява 27 585 души, от които 947 офицери. В нейния състав влизат и 60 оръдия.
През Междусъюзническата война (1913) война Първа дивизия воюва в състава на Трета армия в басейна на Нишава. През юли 1913 година части от дивизията са предислоцирани в басейна на Струма и взимат участие във военните действия срещу гръцката армия.

## Първа световна война (1915 – 1918)
През Първата световна война (1915 – 1918) дивизията влиза в състава на 1-ва армия и има следното командване и състав:

### Командване и състав
Щаб на дивизията
- Началник на дивизията – генерал-майор Янко Драганов
- Началник на щаба на дивизията – От Генералния Щаб, подполковник Александър Димитров
- Дивизионен инженер и командир на 1-ва пионерна дружина – майор Милутин Найденов
- Дивизионен лекар – санитарен полковник д-р Тодор Илиев
- Дивизионен интендант – полковник Иван Бобчев
- Председател на Военно-полевия съд – майор Петко Стойнов

Първа бригада
- Командир на бригадата – полковник Христо Недялков (1915 – 1916), полковник Иван Червенаков (1916 – 1918), полковник Атанас Добрев (1918)
- Началник на Щаба на бригадата – от Генералния щаб, подполковник Ст. Тодоров
  - Командир на 1-ви пехотен софийски полк – подполковник Георги Долапчиев (1915 – 1916), подполковник Велизар Лазаров (1916 – 1918)
  - Командир на 6-и пехотен търновски полк – полковник Иван Червенаков (1915 – 1916)

Втора бригада
- Командир на бригадата – полковник Марин Цонков
  - Командир на 16-и пехотен ловчански полк – подполковник Йордан Иванов
  - Командир на 25-и пехотен драгомански полк – полковник Тодор Златев

Трета бригада
- Командир на бригадата – полковник Кирил Кирилов, полковник Атила Зафиров
- Началник на Щаба на бригадата – от Генералния щаб, майор Григор Преславски
  - Командир на 41-ви пехотен полк – подполковник Петър Рачов, полковник Хараламби Тошков
  - Командир на 42-ри пехотен полк – подполковник Илия Атанасов, полковник Петър Калканджиев

Артилерия
- Командир на 1-ва артилерийска бригада – полковник Димитър Кацаров, полковник Георги Кукурешков
- Командир на 4-ти артилерийски полк – подполковник Първан Първанов
- Командир на 14-и артилерийски полк – подполковник Марин Друмев
- Командир на 1-ви гаубичен полк – полковник Георги Кукурешков
- Командир на 1-ва тежка артилерийска бригада – артилерийски инженер полковник Стефан Славчев
- Командир на 1-ви софийски тежък артилерийски полк – артилерийски инженер полковник Петко Вълчанов

### Настъплението срещу Сърбия
В кампанията срещу Сърбия през октомври – ноември 1915 година дивизията е включена в състава на Първа армия, като участва в Моравската настъпателна операция и в Косовската операция. В периода 1 – 13 октомври 1915 година Първа дивизия атакува сръбските части в района на укрепения пункт Пирот и на 14 октомври, след успешните действия на Осма и Девета дивизия в горното течение на Тимок, с които са застрашени левия фланг и тила на сърбите, овладява града и преминава в преследване на противника. На 26 октомври дивизията превзема Лесковъц. В края на октомври трета бригада преминава придошлата река Пуста, но е подложена на контраатака от превъзхождащи я сръбски сили, които я принуждават да отстъпи на източния бряг на реката, където остава до началото на Косовската настъпателна операция. В тези сражения 41 и 42 пехотен полк понасят тежки загуби .
Общо загубите на Първа дивизия по време на настъплението в Сърбия до края на месец ноември са следните:
| категория  | убити | починали от рани | безследно изчезнали | ранени | всичко |
| ---------- | ----- | ---------------- | ------------------- | ------ | ------ |
| офицери    | 26    | 8                | 2                   | 89     | 125    |
| подофицери | 26    | 1                | 18                  | 345    | 390    |
| войници    | 776   | 31               | 497                 | 4255   | 5559   |

През декември 1915 година са убити или почиват още 11 офицери и 1695 подофицери и войници от дивизията, а 431 войници и подофицери са безследно изчезнали.

### Войната срещу Румъния
В началото на 1916 година дивизията е включена в състава на Трета армия, която е съсредоточена на румънската граница. След включването на Румъния във войната на страната на Антантата „железните шопи“, заедно с Четвърта Преславска дивизия, воюват в източната част на добруджанския фронт. Първа бригада на полковник Христо Недялков участва в овладяването на Тутраканската крепост (17 – 19 септември 1916 г., нов стил), а трета бригада, командвана от генерал Атила Зафиров, спира и разбива при Сарсанлар румънската Девета дивизия, опитваща се да подпомогне тутраканския гарнизон. Поради бавното преследване на противника след тези боеве, през септември 1916 година командирът на дивизията генерал Янко Драганов е сменен по искане германския фелдмаршал Август фон Макензен. През септември-октомври 1916 година Първа дивизия участва в сраженията с румънско-руските войски при Кобадин. Тя се отличава с действията си при с. Кокарджа. Заедно с Четвърта Преславска дивизия Първа дивизия извършва решителния пробив на Кубадинската позиция на 20 и 21 октомври 1916 година, на места отхвърляйки руските войски и с удар „на нож“.
В края на ноември 1916 година, в състава на българо-германската Дунавска армия Първа дивизия участва в преминаването на Дунава при Свищов, в Букурещкото настъпление и преследването на румънските и руски части до река Серет. На 9 декември 1916 година сборна рота на дивизията заедно със сборна рота от 12 дивизия преминава в тържествен марш на победата през превзетия от съюзническите армии три дни по-рано Букурещ.

### На Южния фронт
През април 1917 година дивизията е прехвърлена на западния участък на Южния фронт, където заема позиция с дължина 21 километра, северно и северозападно от Битоля, между Шеста пехотна и 302 дивизия. На тази позиция остава до пробива при Добро поле, след който започва да се оттегля на север.
Въпреки че Първа дивизия не е претърпяла поражение, по силата на Солунското примирие от 29 септември 1918 година нейните войници и офицери, както и всички останали български военнослужещи, които при подписването се намират на запад от Скопския меридиан, са обявени за военнопленници.

## 1944 – 1989
С указ № 6 от 5 март 1946 г. издаден на базата на доклад на Министъра на войната № 32 от 18 февруари 1946 г. е одобрена промяната на наименованието на дивизията от 1-ва пехотна софийска дивизия на 1-ва пехотна софийска гвардейска дивизия.

## Наименования
През годините дивизията носи различни имена според претърпените реорганизации:
- Първа пеша бригада (1883 – 1892)
- Първа пехотна софийска дивизия (1892 – 1920)
- Първи пехотен софийски полк (1920 – 1938)
- Първа пехотна софийска дивизия (1938 – 5 март 1946)
- Първа пехотна софийска гвардейска дивизия (от 5 март 1946 г.)

## Началници
Званията са към датата на заемане на длъжността.
| №  | звание        | име                 | дати                                |
| -- | ------------- | ------------------- | ----------------------------------- |
| 1. | Полковник     | Петър Логинов       |                                     |
| 2. | Полковник     | Алфонс Буш          |                                     |
| ?  | Подполковник  | Стефан Кисов        | от 1 ноември 1888 г.                |
| ?  | Майор         | Христо Попов        | към 10 февруари 1887                |
| ?  | Майор         | Кръстю Маринов      | 24 януари 1890 – 15 декември 1890   |
| ?  | Подполковник  | Кръстю Маринов      | към 6 февруари 1892 година          |
| ?  | Полковник     | Никола Петров       | към 1897                            |
| ?  | Генерал-майор | Никола Бочев        | 1901 – 1901                         |
| ?  | Полковник     | Иван Фичев          | от 1 януари 1903                    |
| ?  | Генерал-майор | Никола Бочев        | към 1904                            |
| ?  | Генерал-майор | Васил Кутинчев      | 20 май 1905 – 15 април 1908         |
| ?  | Генерал-майор | Стефан Тошев        | 1909, 1912/1913                     |
| ?  | Генерал-майор | Иван Попов          | май 1913 – юни 1913                 |
| ?  | Полковник     | Никола Желявски     | от юни 1913                         |
| ?  | Генерал-майор | Янко Драганов       | 1913 – 18 септември 1916            |
| ?  | Полковник     | Христо Недялков     | 19 септември 1916 – 1918            |
| ?  | Полковник     | Тодор Златев        | 1918                                |
| ?  | Генерал-майор | Стефан Тасев        | 1918 – 1919                         |
| ?  | Полковник     | Михаил Каридов      | към октомври 1919                   |
| ?  | Полковник     | Велизар Лазаров     | 1919 – 1921                         |
| ?  | Генерал-майор | Киро Жечев          | 1928? – 1931?                       |
| ?  | Полковник     | Здравко Георгиев    | 1929 – 1933                         |
| ?  | Генерал-майор | Стефан Цанев        | 1933 – 1934                         |
| ?  | Полковник     | Петър Петров        | 1934                                |
| ?  | Полковник     | Станислав Крайовски | 1934                                |
| ?  | Полковник     | Христо Данчев       | 1934                                |
| ?  | Полковник     | Георги Тановски     | юни 1935 – октомври 1935            |
| ?  | Полковник     | Константин Лукаш    | 14 февруари 1935 – 25 февруари 1938 |
| ?  | Генерал-майор | Никола Наков        | 1938 – 1942                         |
| ?  | Генерал-майор | Константин Стоянов  | 1942 – 1944                         |
|    | Полковник     | Иван Кефсизов       | 11 май 1944 – 1944                  |
|    | Генерал-майор | Тодор Тошев         | 14 септември 1944 – февруари 1945   |
|    | Генерал-майор | Петър Панчевски     | 15 август 1945 – 7 октомври 1947?   |

Други началници: Александър Димитров, генерал-майор Димитър Русчев

## Началници на щаба
- Подполковник Никола Антикаров (от 31 март 1892 г.)[15]

## Първа Софийска дивизия в литературата
На бойния път на дивизията през 1916 – 1918 година е посветено едно от най-забележителните произведения на българската военна литература и мемоаристика – „Един от Първа Дивизия“ на Георги Ст. Георгиев, преиздавано многократно.
Спомените на артилерийския офицер Сава Стоянович също описват бойния път на дивизията във войната срещу Сърбия през 1915 и на Северния фронт през 1916 – 1917 година.